# Gasparilla Pass
Gasparilla Pass är ett sund sydväst om staden Placida, Florida, USA. Sundet förbinder Placida Harbor med Mexikanska golfen och separerar Gasparilla Island i syd från Little Gasparilla Island i norr.